# 墨尔本城堡
墨尔本城堡（Melbourne castle）是一座位于英格兰德比郡墨尔本的中世纪城堡。其原址是一座皇家庄园，在约翰王统治时期是贵族们在附近的皇家公园打猎时的住所。1311年，在第二代兰开斯特伯爵托马斯的主持下，城堡开始动工，直到1322年他被处决之前才停止施工，但未曾全部完工。 
从14世纪初开始，墨尔本城堡归兰开斯特公爵和伯爵所有，或直接属于王室。期间历经数次修缮，比较大型的一次是由冈特的约翰主持进行的。城堡在整个十五世纪及十六世纪初期状态良好。波旁公爵詹姆斯一世在1415年阿金库尔战役中被俘后，关押在此十九年之久。苏格兰女王玛丽一世据传也可能曾被囚禁在墨尔本城堡中，她的关押地曾随历史变迁发生过变化。 
伊丽莎白一世统治末期，墨尔本城堡走向逐渐衰败。虽然其石质建材还算坚固，但整体结构早已在无数次的修缮维护中摇摇欲坠。1604年，第五代亨廷顿伯爵亨利·黑斯廷买下了墨尔本城堡，决定在阿什比德拉祖什附近建一座新城堡。墨尔本城堡因此被拆毁，用做建材。如今的城堡遗址只剩下一段长15米，高4米的城墙，还有一些残留的地基，而城堡内部的构造已经不得而知。该遗址被列入英国二级登录建筑和古代遗址列表，普通民众无法进入。 

## 背景
墨尔本是一座位于德比郡南部特伦特河附近的小镇，可能起源于邻镇金斯纽顿村落南面皇家庄园的几座附属建筑。墨尔本城堡建在一个修筑日期不明的庄园遗址上。过去曾有传言，该庄园建成于公元900年前后，即阿尔弗雷德大帝的统治时期，但这一猜想缺乏证据。根据《末日审判书》的记载，在诺曼征服前，墨尔本庄园及其土地归国王忏悔者爱德华所有。之后，庄园及土地的所有权落到了征服者威廉的手中。公元1133年圣公会卡莱尔教区设立后，亨利一世将庄园终身赐予首任大主教埃塞尔烈德。随后，圣公会在庄园附近修建了一座宫殿，其遗址即现在的墨尔本堂。1156年前后，埃塞尔烈德去世，庄园又重新归王室所有。
据传，1200年左右，约翰王在墨尔本附近建起了一座皇家狩猎场，他本人至少五次在庄园内就寝。他将庄园及附属土地赐给了休·波尚，但随即庄园又回到了王室手中。在约1230年时，亨利三世将其赐给卡莱尔主教沃尔特·马克拉克。1248年该主教去世，亨利三世又在1265年将庄园所有权传给他的儿子，即第一代兰开斯特伯爵爱蒙德·克罗奇贝克。据史料记载，庄园随后被赐给德比郡名誉部长腓力·马克。1298年，爱蒙德·克罗齐贝克去世两周年之际，其长子托马斯成年，继承了爵位和庄园。早期史料中对庄园的记载较少，主要包括1246年对其排水沟的修缮记录以及1248年对国王室屋顶的修缮记录。 

## 建筑详情

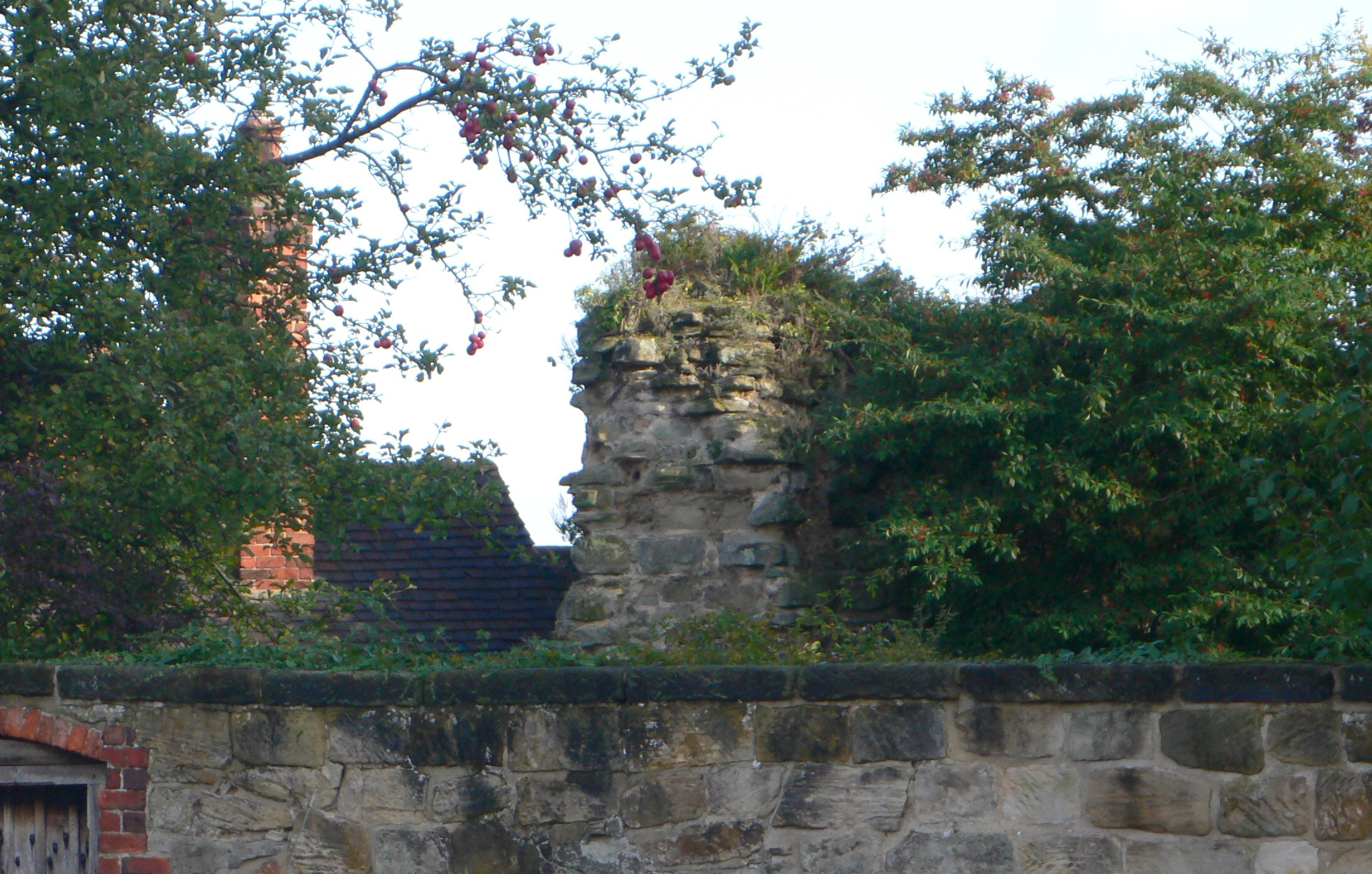
部分现存墙壁

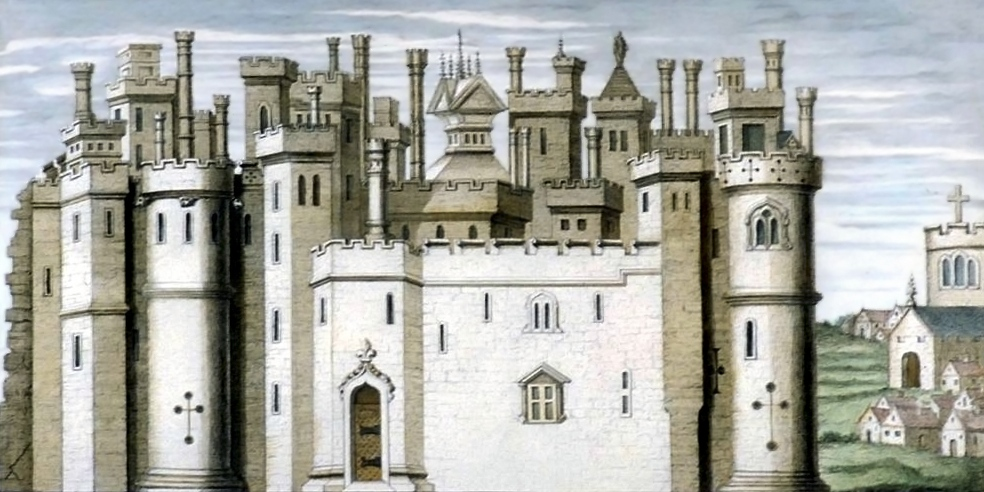
画于1580年（1733年影印版）

墨尔本城堡位于一座十四世纪城镇的东边，建在一块略高的土地上。以其外墙为界，城堡占地面积为2.8公顷（7英亩）。若将外围楼宇、其它附属建筑和果园包括在内，城堡总面积至少达8公顷（20英亩）。城墙由碎石堆砌、方砖贴面而成。即使没有了昔日平整的饰面层，城墙仍然有3米（10英尺）厚。
当今史学界对城堡外貌的了解，都来自当时的画作。尽管现在看来，这样的方式并不够科学，但有其他保存得更为完整的历史遗迹，具有许多与城堡类似的特征，也可作为研究的参考依据。塔特伯里城堡和庞特弗雷德城堡的门楼及小教堂与墨尔本城堡有异曲同工之妙。从插图上来看，塔特伯里城堡的护城林和庞特弗雷德城堡的护墙的建筑风格都与墨尔本城堡相似。山德尔城堡有一座多角塔，样式与画作中类似，而在墨尔本城堡残留的地基中也可以找到同样的特征。
墨尔本城堡的内部构造现在已经无从得知，记载中只包括一个面包烘房、一个厨房、一个小教堂、一座大殿、一间大厅和一座吊桥。

## 历史变迁

### 初期
1308年2月， 托马斯伯爵将庄园 赐给了他的管家罗伯特·德·赫兰德。1311年，爱德华二世准许罗伯特在城堡上修建垛口作为防御工事。在1311年和1312年之交，这座庄园正式扩建成一座城堡。当地的古老传闻说，修筑城堡的石头来自一座采石场，其地址即现在墨尔本池的所在地。据记载，1313-1314年间，城堡修缮的费用为1313英镑，其中有548英镑花在雇石匠修整石墙上。其中的几位石匠还参与了1315年在雷文斯通发生的一场骚乱。墨尔本重要的中世纪建筑都建在当地的基岩——磨石砂砾上。这是一种粗纹理的砂岩，可以加工成高质量的方石。直到十八世纪末期，整座墨尔本镇以村庄为中心，周边环绕着教堂、城堡和商业街道。 
1312年，托马斯伯爵与其他男爵的联盟大军，俘虏了深受国王爱德华二世宠信的皮尔斯·加维斯顿，并将其处死。为报此仇，爱德华二世在1314年时攻占了墨尔本并在此处驻军。在班诺克本战役后，支持苏格兰独立的托马斯曾一度控制了英格兰的大部分地区。1321年末，爱德华二世发兵将托马斯赶到英格兰中部一带。战后，墨尔本和特塔伯里在兰开斯特时期修建的城堡，大多被当地的居民洗劫一空，逐渐变得衰败荒凉。1322年 ，托马斯伯爵在巴勒布里奇战役中彻底战败，随即被处以死刑。1328年，罗伯特也被斩首。爱德华二世其后向墨尔本派驻了一支军队，并任命拉尔夫·巴塞接替约翰·德·哈德肖， 成为新的守城官。同年三月，城堡失窃案中的几个小偷被捕。四月，爱德华二世撤回了驻军。 1323年，他命令罗伯特·托彻和罗格·贝莱尔协助管理他在墨尔本的资产，费用主要来自从斯塔福德郡叛军处没收的财产。1325年，爱德华二世再一次驾临墨尔本，并开始向附近司瓦克斯通的居民们征收一项新税，用于修缮特伦特河上的桥梁。

### 兰开斯特时期的修缮

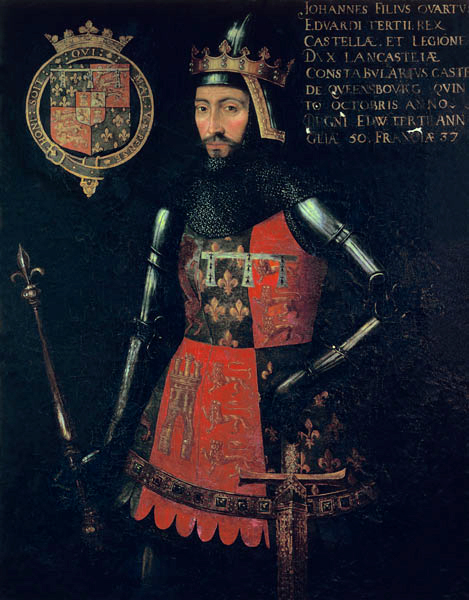
14世纪末，冈特的约翰组织进行了大规模的城堡修缮工作。

直到托马斯被处死，墨尔本城堡仍未完工，期间一直是皇家属地。1327年 ，城堡被赐给托马斯之弟，第三代兰开斯特伯爵亨利。随后亨利将其传给自己的儿子，第四代兰开斯特伯爵，同时也是第一代兰开斯特公爵。1361年，兰开斯特公爵去世时，治安官是英格拉姆·福克尔，他获得了每年10英镑的生活补贴，每年还有5英镑是额外给他妻子的。亨利的继承者是布兰奇，她嫁给了冈特的约翰。 当约翰公爵继承了城堡及其属地时，他为福克尔确定了养老金的数额。
1377年，彼得·墨尔本被任命为墨尔本城堡的大管家，每年的俸禄为10英镑。1386年时，他的俸禄又上涨了66先令8便士。1395年，大管家的俸禄又追加了10马克（6英镑13先令4便士），但条件是不得干涉治安和园林看守等事务。彼得的职位由其儿子小彼得 继承，小彼得曾在理查德二世理查德二世统治期间照料过后来的亨利四世。1399年3月，小彼得再次被封为德比郡庄园治安官和守卫官。但他随即在四月辞官，作为嘉奖，理查德二世赏赐他双倍年俸，这笔钱来自于兰开斯特家族被没收的财产。兰开斯特家族在同年冈特的约翰逝世后就日趋没落。亨利四世夺取王位后，任命小彼得为城堡治安官。1399年10月，他的年俸从10磅涨到100马克（66磅8先令）。1400年，小彼得被赐予了一块德比郡的封地，这片封地原属于卡斯提尔主教托马斯·默尔克，因其涉嫌谋害国王而被褫夺。
14-15世纪 ，兰开斯特公爵的领地得以持续扩张，财产不断增加。1392年前后，冈特的约翰给城堡大厅和大殿装上了玻璃窗，还进行了一些其他位置的整修。1393年左右，他组织修缮了一座吊桥并在1399年前后改善了城堡的管道系统，用上了两年前作为罚金收取来的铅。
1415年阿金库尔战役中，波旁公爵约翰一世被俘，随后被关押在墨尔本城堡中达19年之久。 负责看守他的是第二代尼古拉斯·蒙哥马利爵士。 19世纪当地的历史学家约翰·约瑟夫·布里格斯称，在玫瑰战争期间，墨尔本城堡曾被安茹的玛格丽特 所领导的兰开斯特派军队部分拆毁。但由于玛格丽特的军队是沿着北方大道行进的，洗劫的应该是剑桥郡的墨尔本，并非德比郡的同名城镇。 
1545年，古文物专家约翰·利兰向亨利八世上疏奏报，提到城堡外观保存较好，“美观且状态良好”。 后期的修缮大约是爱德华四世, 统治时，时任阿金库尔军备司令、城堡总督的拉尔夫·雪利爵士主持进行的。

### 衰败

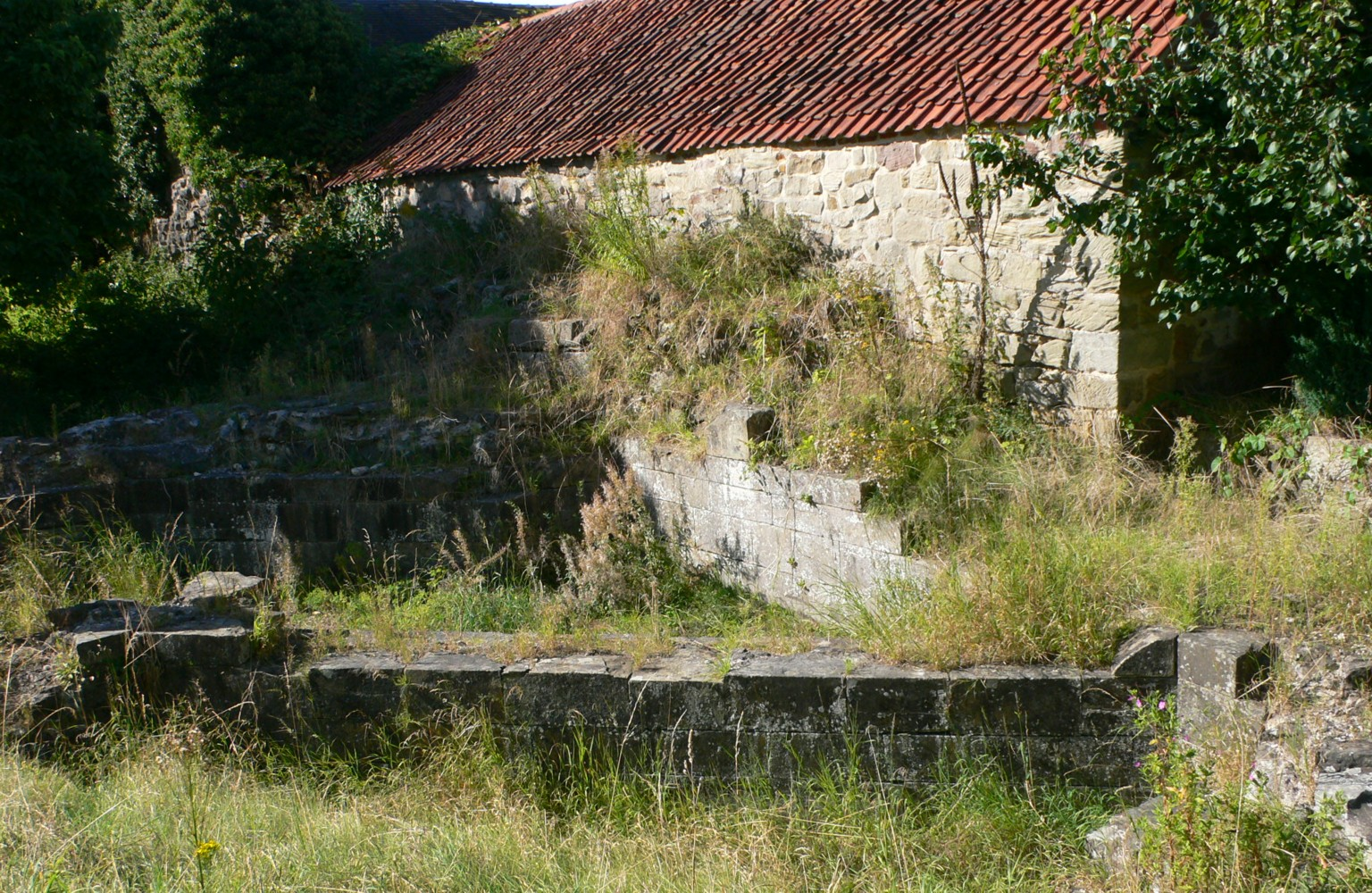
塔楼地基（前景）

伊丽莎白一世登基后，下令清点她名下的所有城堡。1562年，她从一份奏报中得知，整个帝国北部只有十座城堡值得保留，墨尔本城堡并不在其中。在1576年一项更深入的调查中，人们发现，虽然墨尔本城堡除了一个烟囱和一扇窗户外，石制部分均保存完好，但其房梁已经腐朽，铅皮屋顶千疮百孔，一间厨房摇摇欲坠，另一间厨房则急需更换地板。同年，第六代什鲁斯伯里伯爵乔治·塔尔博特向女王写信，担保城堡状况无虞，价值1000英镑，用100英镑便可完成修缮任务。这是因为他想把他负责看押的苏格兰女王玛丽一世以及她的140名仆从，转移到墨尔本去。 1583年，为了确保城堡的确适合用来软禁玛丽，伊丽莎白一世下令再进行一次彻底的检查。虽然房间数量和质量都满足要求，但城堡中未曾完工的建筑的“每个角落都有瑕疵”。 城堡中，较大的房间需要做进一步的分隔，地板是由灰泥和泥土制成的，院子的地面甚至没有铺砌砖块，“走出门外就基本上走进了泥潭，绕着楼栋走一圈会觉得脏得不行，令人非常不舒服。” 1584年，由于巴宾顿阴谋败露，伊丽莎白一世终于决定将玛丽一世转移到墨尔本。巴宾顿意图暗杀伊丽莎白，将玛丽推上英格兰女王的宝座，而玛丽也被怀疑参与到这一阴谋中，这让伊丽莎白开始重新考虑如何处置玛丽。
1597年时，墨尔本城堡沦落为一座牛棚。 在1602年的一次清查中，伊丽莎白收到了这样的奏报：“城堡优美而古朴，女王陛下之专属”。 城堡治安官的年俸仍然是10英镑，与140年前英格拉姆·福克尔在职时一模一样。
1604年，第五代亨廷顿伯爵亨利·黑斯廷 以4700英镑的价格买下了墨尔本城堡及其附属土地。他的阿什比德拉祖什城堡到墨尔本的距离仅为11千米（7英里）。1610-1637年，墨尔本城堡被拆除，其建材被用于修建新城堡。 1629年时，基本上所有地面以上的石制建材均被拆除。同年，墨尔本堂的约翰·库克爵士获得了卡斯提尔主教的准许，可以从城堡的地基中开采石材。 部分城堡的饰面石材被用于修缮金斯米尔的堤坝，在当时许多人看来，这应验了当地一个预言家的预言：“特伦特河的河水将漫过墨尔本城堡的塔顶”。 渐渐地，黑斯廷家族将城堡中剩下的财产变卖一空。 1811年，莫伊拉伯爵将城堡遗址也卖了出去。

## 遗迹与考古

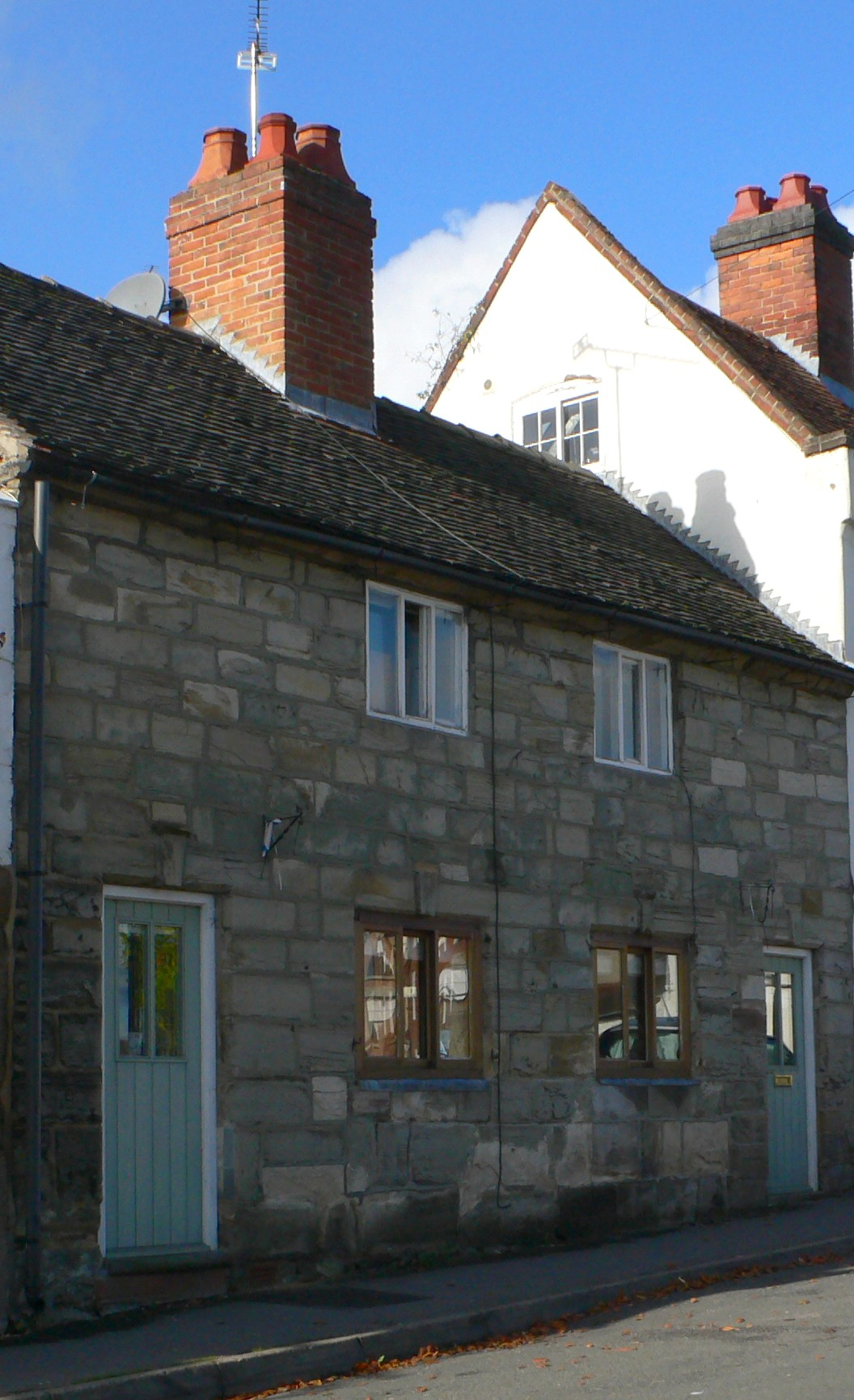
城堡街43和45号房屋表面镶嵌着从墨尔本城堡中拆下来的石头

如今的城堡遗址只剩下一段长15米（50英尺），高4米（13英尺）的毛石墙， 作为其附属建筑物被划归北边相邻的一座农场。这段毛石墙和农场一起被列入英国二级登录建筑，城堡遗迹则被列入古代遗址列表。石墙的南边土地已挖掘出两幢多角塔楼的方石地基。城堡遗址位于城堡街东边的一个私人花园内，民众无法进入。
从城堡中拆除的部分石材，后来在18世纪时被用于建造两幢分别位于城堡街43号和45号的房屋，均被列入二级登录建筑。 另外，还有部分使用了城堡石材的建筑，现在已经不复存在了，包括为了建造城堡磨坊纺织厂而拆除的几栋老房子。那座磨坊已经被拆除，据说当时建造时就是以原城堡地基为基础，厂房的围墙达4米（12英尺）之厚。城堡街15号也是以原城堡基墙为基础修建的。曾经的墨尔本火炉以及火炉农场的粮仓，很有可能都是使用原城堡建材建造的。 
在19世纪初的一次挖掘中，人们发现城堡的地下建筑“面积庞大且工艺精美”，而在19世纪下半叶的挖掘中，发现了城堡农场花园的巨大地基群。城堡磨坊遗址中则发现了一口宽2米（6英尺），深15米（50英尺）的井，现在这口井已经被填上了。在1961年的考古挖掘中，人们在原磨坊东部发现了与现存石墙并齐的地基群，达5米（16英尺）之深。1969-1971年间，又陆续发现了原城堡中以方石贴面的石墙堆、一个门柱、旋转楼梯的地基和一个室外庭院的遗迹。许多石头上还留有石匠的标记。 1988年某项目施工时，在实验坑中发现了两段东西走向的巨大石墙，墙心以碎石填充。 现在，除了毛石墙旁边的塔楼地基之外，人们几乎看不到什么考古遗迹了。 

## 引用文献
- Black, Jeremy M. . Santa Barbara, California: Praeger. 2006. ISBN 978-0-275-99039-8.
- Briggs, John Joseph.  2nd. Derby: Bemrose & Son. 1852.
- Curry, Anne. . Dodd, Gwilym  (编). . York: York Medieval Press. 2013: 11–34. ISBN 978-1-903153-46-8.
- Emery, Anthony. . Cambridge: Cambridge University Press. 1996. ISBN 978-0-521-58131-8.
- Fane, W. Dashwood. . Journal of the Derbyshire Archaeological and Natural History Society (Derby: Derbyshire Archaeological Society). 1895, XVII: 82–94.
- Firth, John Benjamin.  (PDF). Illustrated by Erichsen, Nelly. London: Macmillan and Co. 1905.
- Greenway, Diana E. (编). . . Volume 2: Monastic Cathedrals (Northern and Southern Provinces). London: Institute of Historical Research. 1971: 19–21  [2013-10-19]. （原始内容存档于2013-10-20）.
- Heath, Philip.  (PDF). Swadlincote, Derbyshire: South Derbyshire District Council. 2005. （原始内容 (PDF)存档于2013-10-14）.
- Lysons, Daniel; Lysons, Samuel. . Volume 5: Derbyshire. London: Cadell. 1817.
- Mel Morris Conservation.  (PDF). Swadlincote, Derbyshire: South Derbyshire District Council. 2011. （原始内容 (PDF)存档于2013-10-21）.
- Pounds, Norman J. G. . Cambridge: Cambridge University Press. 1993. ISBN 978-0-521-45828-3.
- Rickard, John. . Woodbridge, Suffolk: Boydell Press. 2002. ISBN 978-0-85115-913-3.
- Stroud, Gill. . Matlock, Derbyshire: Derbyshire Archaeology Data Service. 2002.
- Thompson, Michael W. . Cambridge: Cambridge University Press. 2008. ISBN 978-0-521-08397-3.
- Usher, Howard.  (PDF). Derbyshire Miscellany (Stafford: Derbyshire Archaeological Society). 1991, 12 (5): 126–132  [2017-12-01]. ISSN 0417-0687. （原始内容存档 (PDF)于2020-11-02）.